# Кеннон (авіабаза)
Авіаба́за Кеннон (англ. Cannon Air Force Base, (IATA: CVS, ICAO: KCVS, FAA ідент. місц.: CVS) — чинна військово-повітряна база Повітряних сил США розташована на відстані 11 км на південний захід від Кловіс у штаті Нью-Мексико.

## Зміст
Військово-повітряна база Кеннон заснована у 1942 році, як повітряна база армії Кловіс. З 1957 року перейменована на ім'я генерала американських Повітряних сил Джона Кеннона (1892—1955).
З 2009 року база є однією з найважливіших об'єктів інфраструктури повітряного компоненту сил спеціальних операцій США, на ній на постійній основі базується 27-ме крило спеціальних операцій. Основними літаками є AC-130W Stinger II, AC-130H Spectre, MQ-1 Predator, MQ-9 Reaper, CV-22 Osprey та інші.

## Дислокація
На авіаційній базі Кеннон за станом на 2016 рік базуються формування Командування спеціальних операцій Повітряних сил США.
Основні формування:
- 27-ме крило спеціальних операцій.

## Галерея

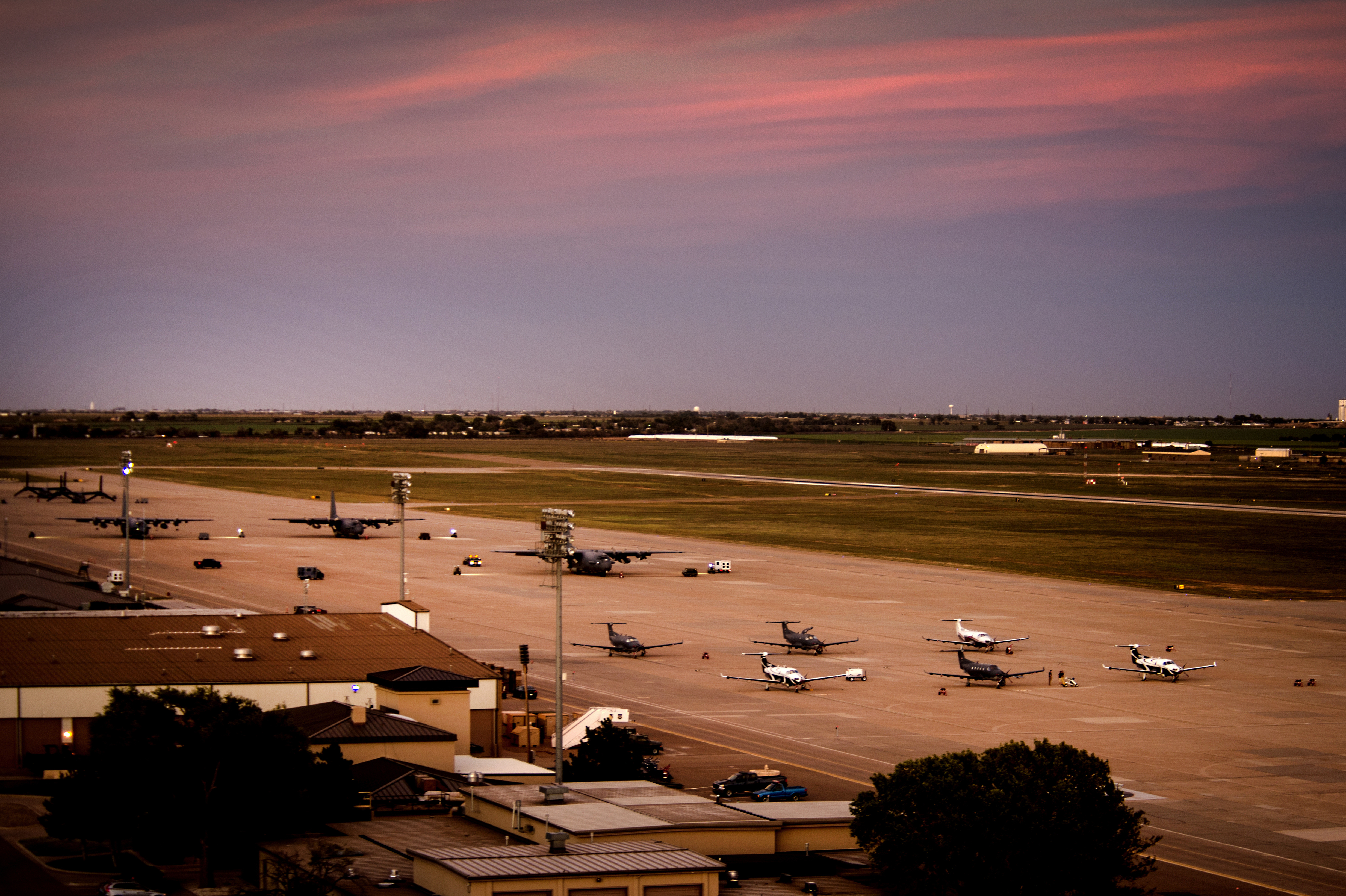
Авіація з авіабази Гарлбарт Філд на злітній смузі Кеннон. 3 жовтня 2013
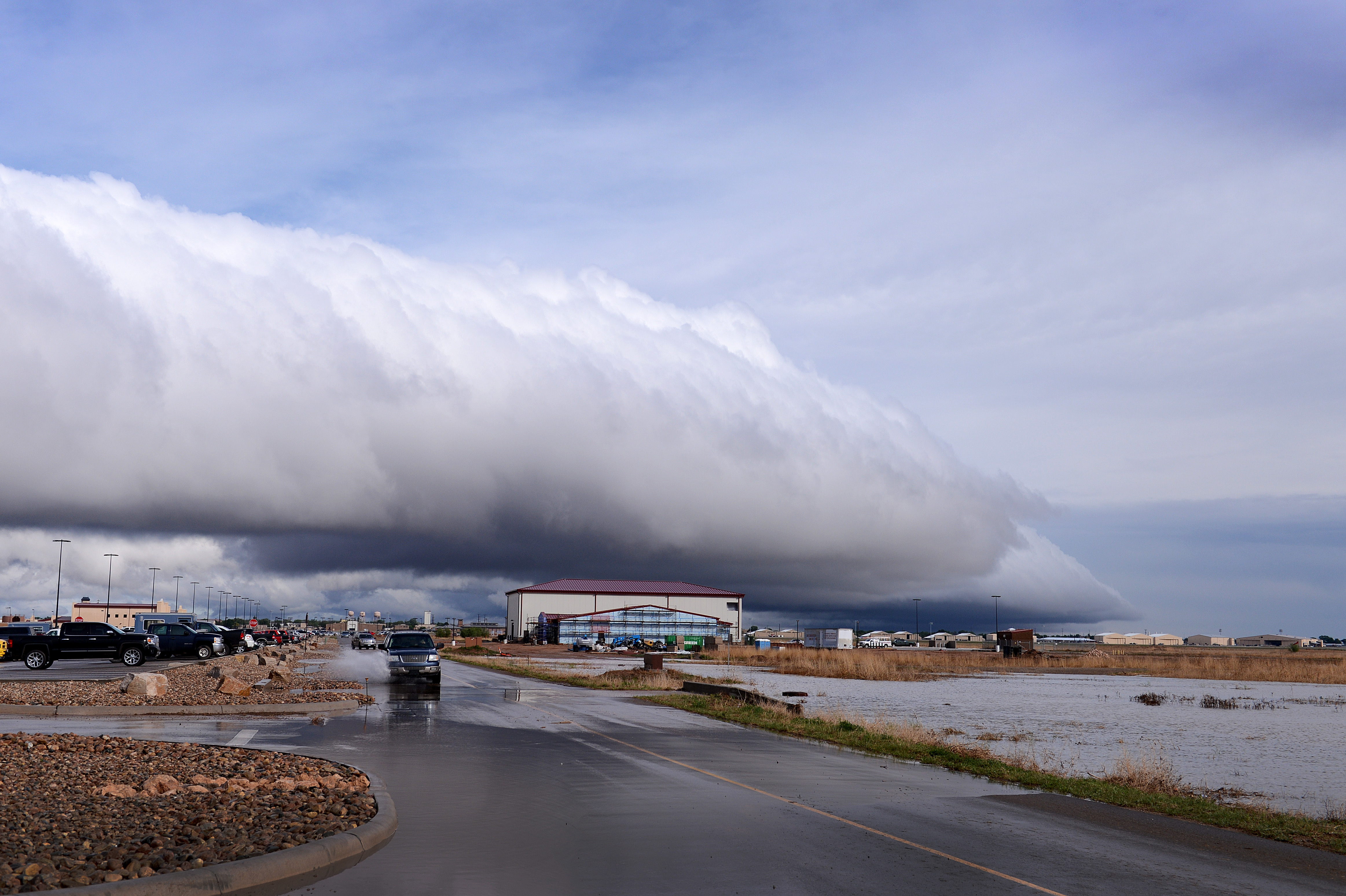
Суворий шторм, що насувається на базу ПС Кеннон. 5 травня 2015
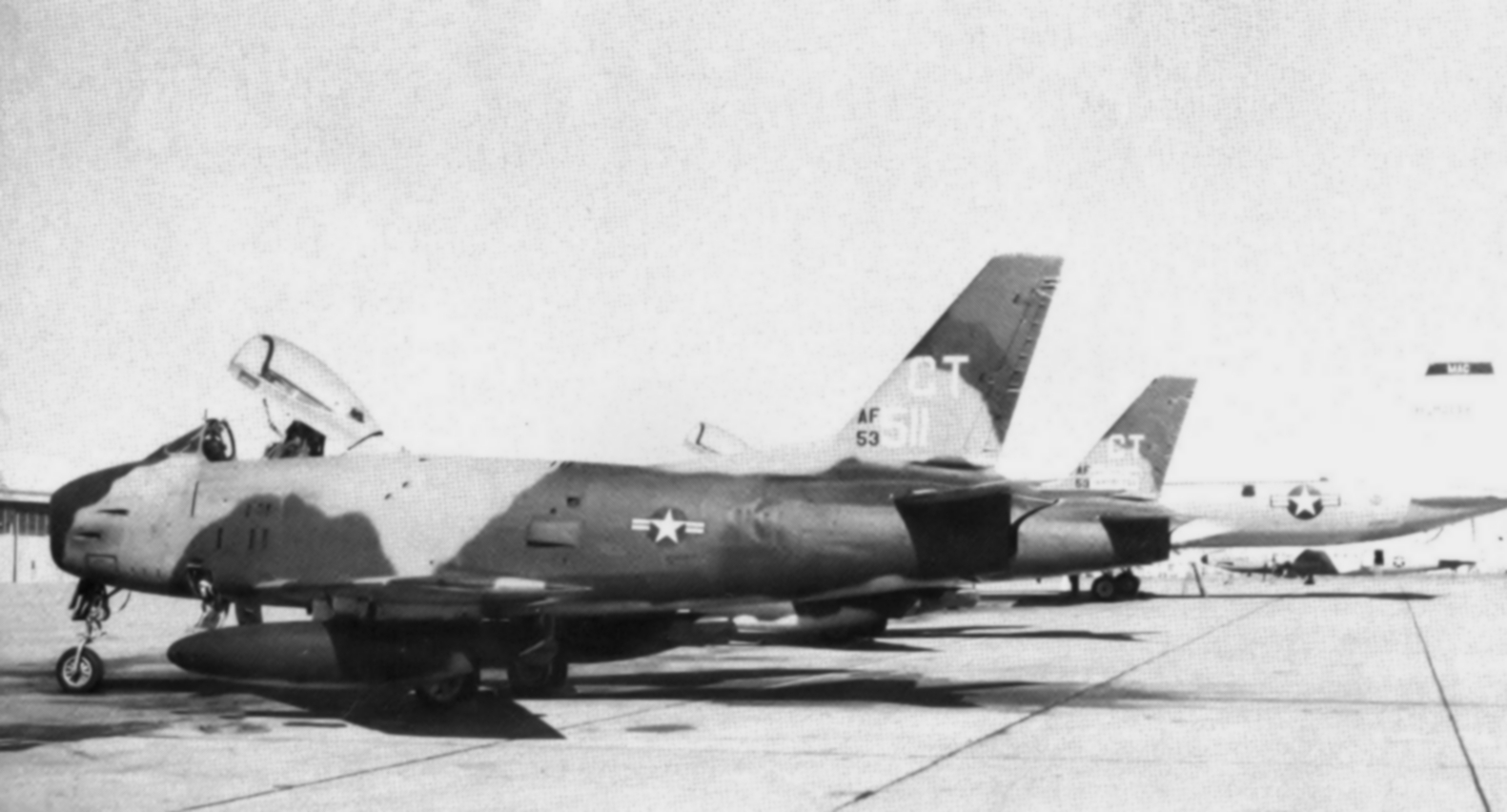
Ескадрилья тактичної авіації F-86H Sabre. 1968
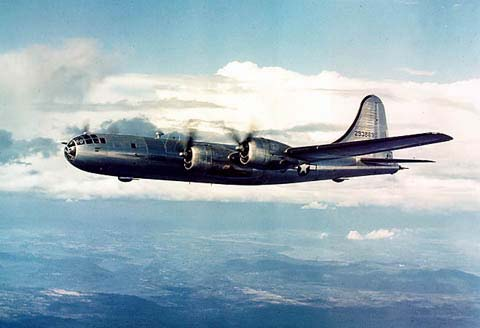
Важкий бомбардувальник B-29 Superfortress в польоті
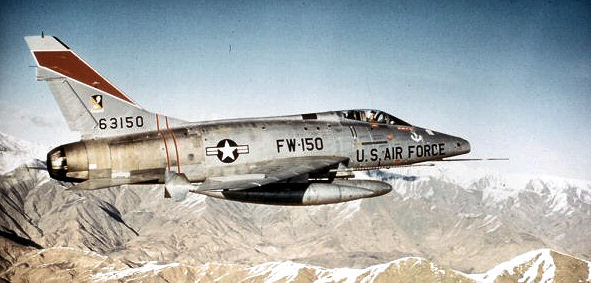
Винищувач F-100 «Супер Сейбр» на навчальних польотах. 1960-ті
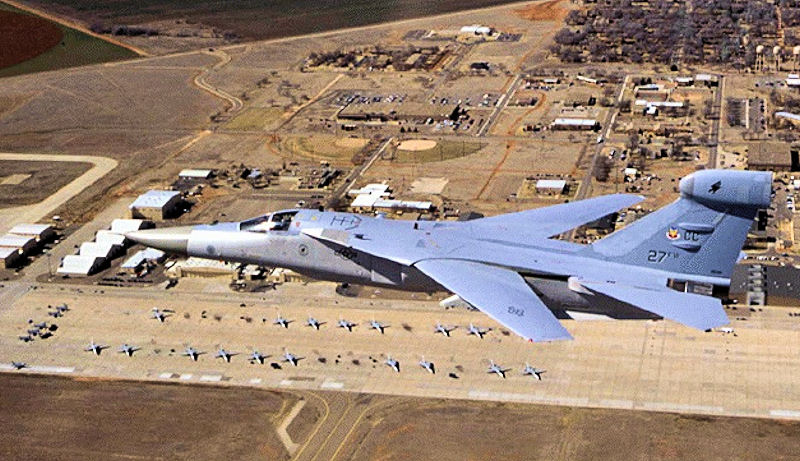
Літак радіоелектронної боротьби EF-111A пролітає над авіабазою Кеннон. 1992
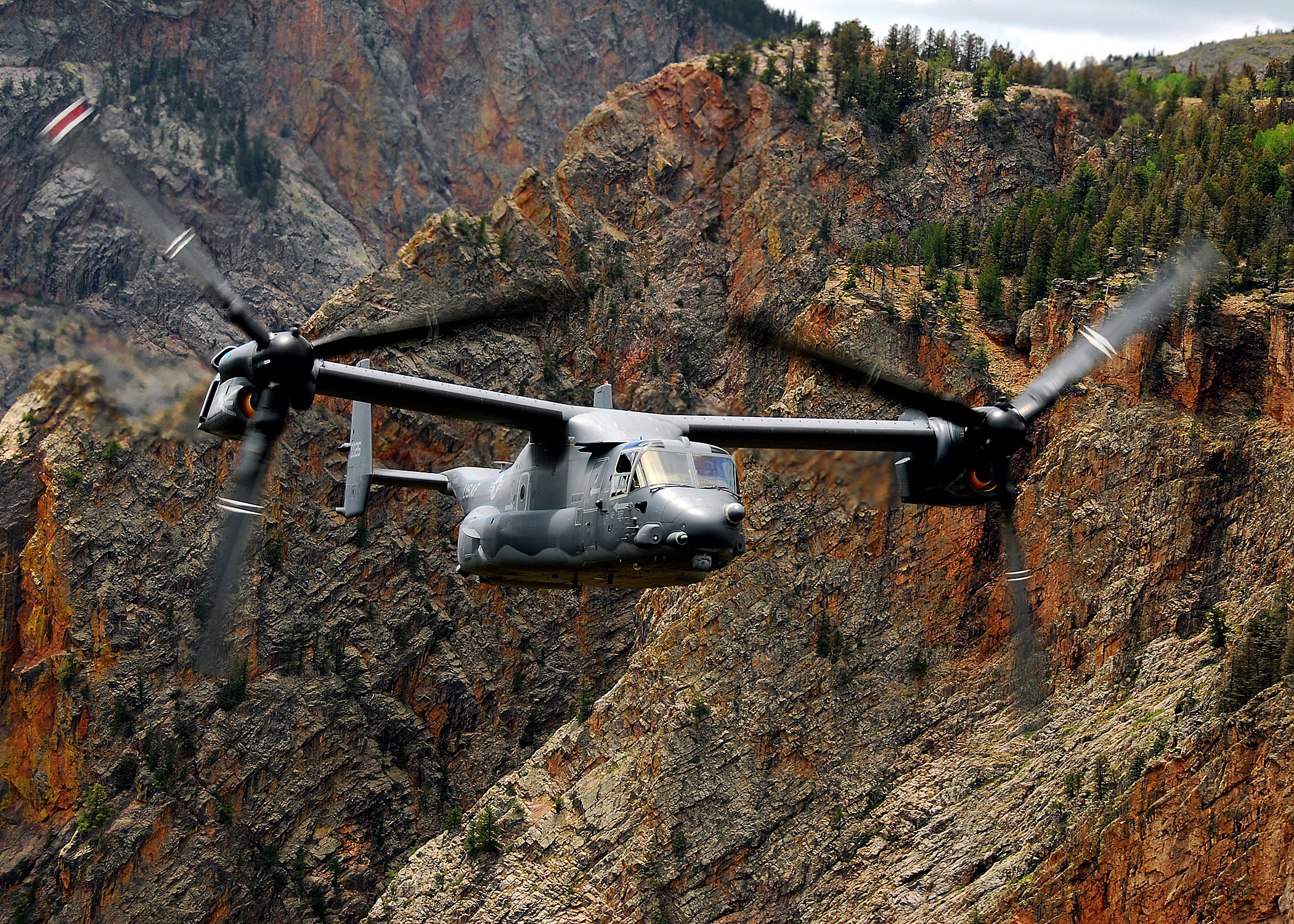
Конвертоплан CV-22 Osprey у польоті. 7 серпня 2007
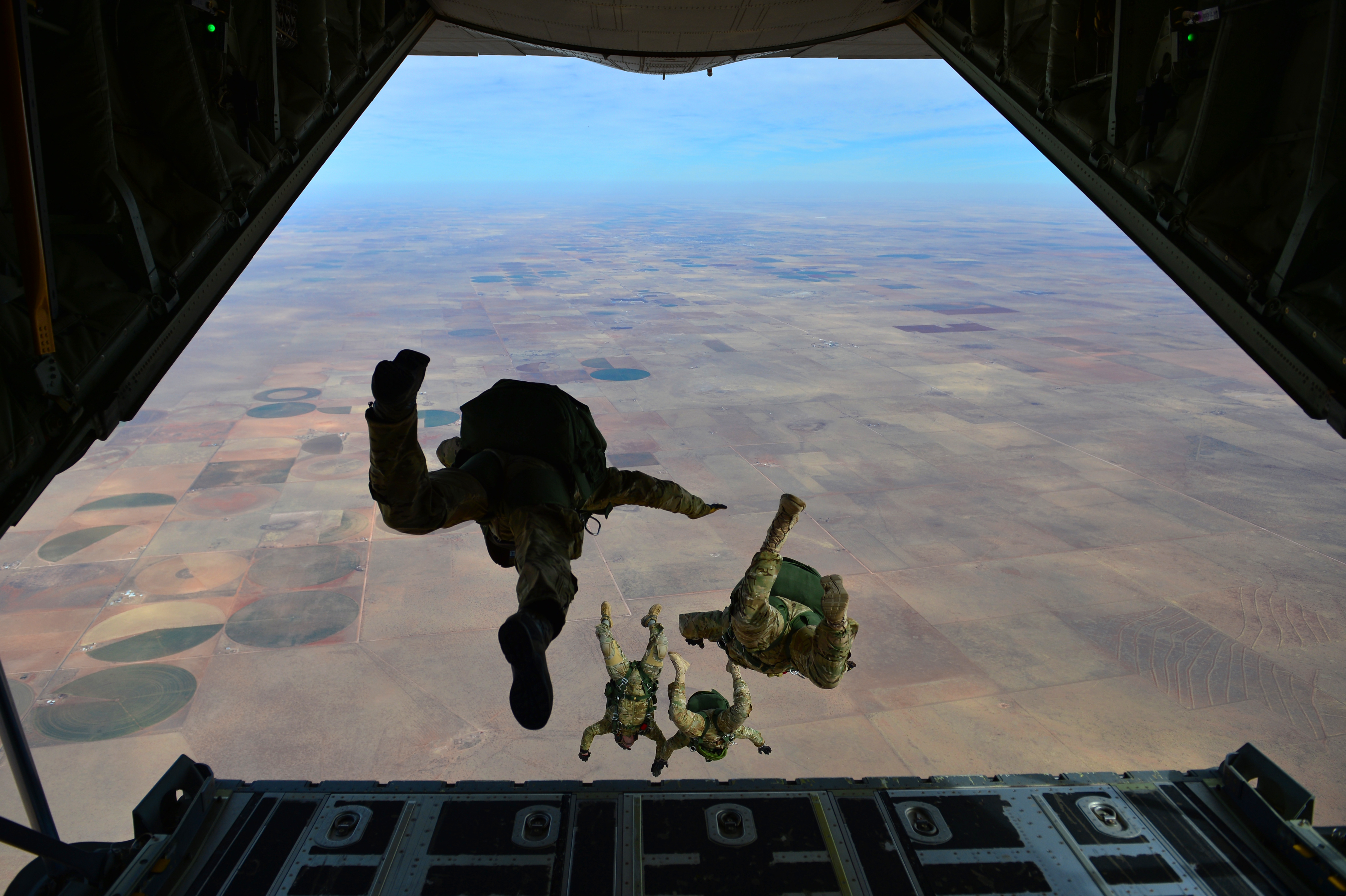
Тренування парашутистів-операторів спеціальної тактики з десантування з великих висот. 28 лютого 2014
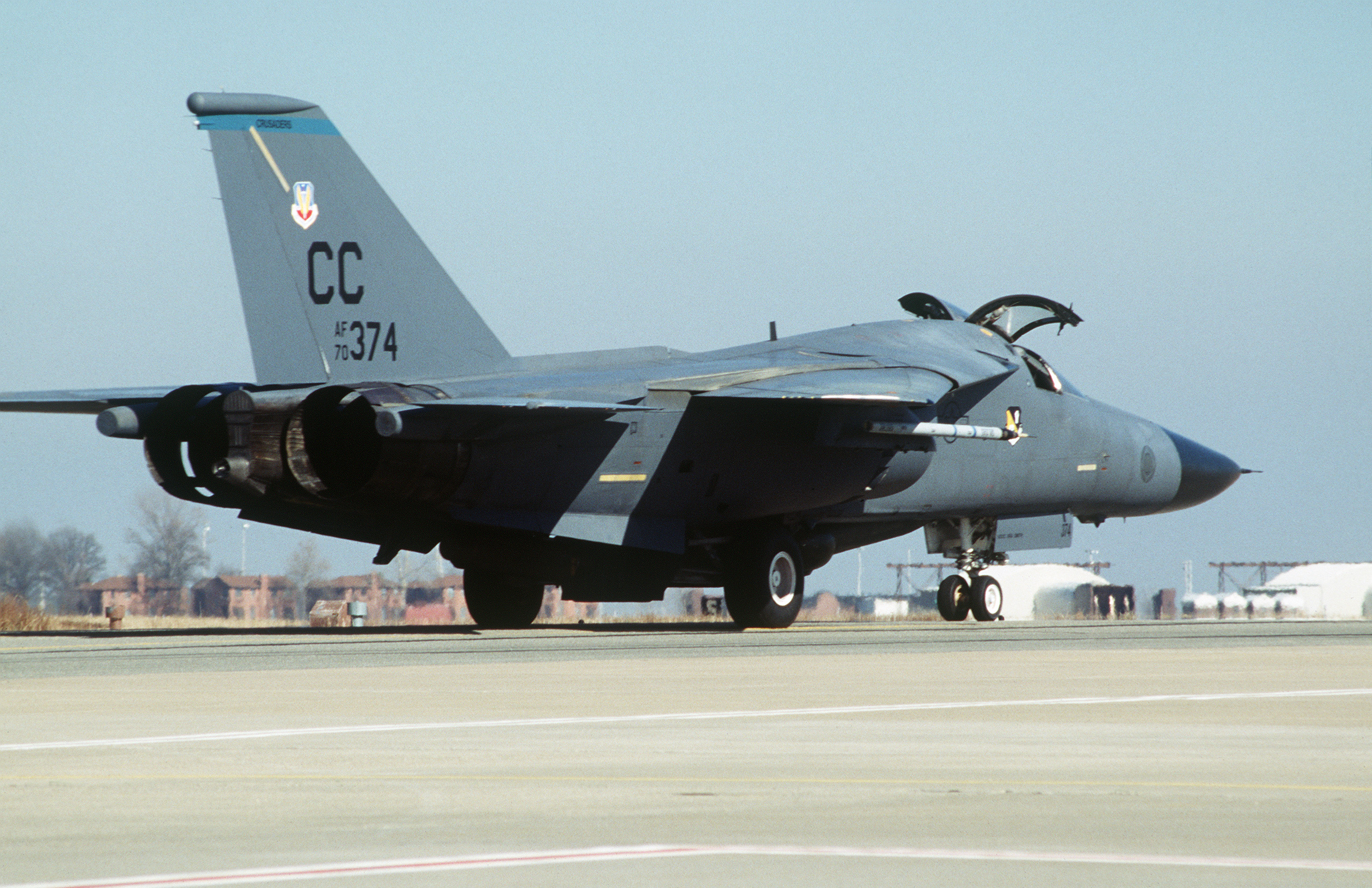
Винищувач-бомбардувальник F-111 вирулює на злітно-посадкову смугу аеродрому
Люди, формування та авіаційна техніка 27-го авіакрила ССО